# Патешко ходене
Патешкото ходене е форма на движение, изпълнявана чрез заемане на частично ниско клекнало положение и ходене напред, поддържайки ниска стойка.
Патешкото ходене е широко известно като сценичен елемент популяризиран от рокендрол китариста Чък Бери. То е и вид физическо упражнение, често използвано във военните тренировки. Използва се за укрепване на глезените и бедрата, а също така е и тест за баланс, гъвкавост и пъргавина.